# Барісал (зіла)
Барісал (бенг. বরিশাল জেলা) — округ на півдні Бангладеш, в регіоні Барісал. Утворений 1797 року. Адміністративний центр — місто Барісал. Площа округу — 2790 км². За даними перепису 2001 року населення округу становило 2 330 960 чоловік. Рівень писемності дорослого населення становив 42,9 %, що відповідало середньому рівню по Бангладеш (43,1 %). Релігійний склад населення: мусульмани — 86,19 %, індуїсти — 13,10 %, християни — 0,63 %.

## Адміністративно-територіальний поділ
Округ Барісал поділяється на 10 підокругів:
1. Агайлджхара (Агайлджхара)
2. Бабугандж (Бабугандж)
3. Бакергандж (Бакергандж)
4. Банаріпара (Банаріпара)
5. Гаурнаді (Гаурнаді)
6. Хізла (Хізла)
7. Барісал-Садар
8. Мехендігандж (Мехендігандж)
9. Муладі (Муладі)
10. Вазірпур (Вазірпур)